# Гаел Жос
Гаел Жос (на френски: Gaëlle Josse) е френска поетеса и писателка на произведения в жанра социална драма, лирика и биография.

## Биография и творчество
Гаел Жос е родена на 22 септември 1960 г. в Лион, Франция. Следва право, журналистика и клинична психология. След дипломирането си живее няколко години в Нова Каледония. След това работи като редактор на списание и на уебсайт в Париж. Организира и семинари за слушане на музика и творческо писане за възрастни и тийнейджъри.
Първата ѝ книга, стихосбирката „Отпечатъкът и кръгът“, е издадена през 2005 г. В следващите години издава още няколко стихосбирки, като стихосбирката ѝ „Барабаните се удрят с голи ръце“ от 2008 г. получава наградата за поетично издание на град Дижон.
Първият ѝ роман „Часове мълчание“ е издаден през 2011 г. Той е вдъхновен от картина на фламандския художник Емануел де Вите, и е история за едно семейство на богати корабособственици и техните усилия да поддържат благосъстоянието и имиджа си, чрез съдбата на една жена, която се грижи строго за дома си, въпреки всички проблеми. Книгата получава наградите „Лавинал“, „Прованс“ и „Маре“. Следват романите ѝ „Нашият живот на кръстопът“ и „Снежна сватба“, като последния е предвиден за екранизация.
През 2014 г. е издаден романът ѝ „Последният пазител на Елис Айлънд“. В края на 1954 г. Джон Мичъл е директор на центъра за приемане на имигранти на остров Елис Айлънд и се оказва пред неговото закриване. Под формата на дневник той описва обсебващите го спомени – за съпругата си, за имигрантите, за собствения си живот и бъдеще. Романът получава множество награди, включително литературната награда на френския Ротари клуб, наградата на Бретанската академия и наградата за литература на Европейския съюз за 2015 г.
През 2013 г. получава отличието кавалер на Ордена на Почетния легион за дългогодишната ѝ литературни дейност. Част от нейното творчество се изучава в някои средни училища. През 2016 г. тя е кръстница на литературната награда за млади европейци „Едно дълго чакане“.
Гаел Жос живее със семейството си в Париж.

## Произведения

### Поезия
- L'Empreinte et le Cercle (2005)[2][4][5]
- Signes de passage (2007)
- Tambours frappés à mains nues (2008) – награда на град Дижон
- Castillanes.doc : Madrid & Castille (2009)
- Carnets du Leonardo Express (2009)
- Et recoudre le soleil (2022)

### Самостоятелни романи
- Les Heures silencieuses (2011) – награда „Лавинал“, награда „Прованс“, награда „Маре“[2][4][5]
- Nos vies désaccordées (2012) – награда „Ален-Фурние“
- Noces de neige (2013)
- Le Dernier Gardien d’Ellis Island (2014) – наградата за литература на Европейския съюз, награда на Ротари клуб, награда на Бретанската академия[1]
Последният пазител на Елис Айлънд, изд.: ИК „Колибри“, София (2018), прев. Красимир Петров
- L'Ombre de nos nuits (2016)
- De vives voix (2016)
- Un été à quatre mains (2017)
- Vermeer, entre deux songes (2017)
- Une longue impatience (2018)
- Les heures silencieuses-Noces de neige-Nos vies désaccordées (2018)
- Ce matin-là (2021)
- La nuit des pères (2022)

### Документалистика
- Une femme en contre-jour (2019) – биография на Вивиан Майер[2][4]